# کاژیمیش لیپین
کاژیمیش لیپین (لهستانی: Kazimierz Lipień؛ ‏ تلفظ لهستانی: [kaˈʑimjɛʂ]؛ ‏ ۶ فوریه ۱۹۴۹ – ۱۳ نوامبر ۲۰۰۵) کشتی‌گیر اهل لهستان بود.
وی در مسابقات کشوری و بین‌المللی در مجموع برندهٔ ۶ مدال طلا، ۶ مدال نقره، ۲ مدال برنز شده‌است.